# Born This Way (pjesma)
"Born This Way" je pjesma američke pjevačice Lady Gage. Objavljena je 11. veljače 2011. godine kao prvi i najavni singl s njenog albuma Born This Way. Pjesmu je napisala i producirala Lady Gaga, a izvršnu produkciju odradili su Fernando Garibay i DJ White Shadow.

## Uspjeh pjesme
U samo pet dana pjesma je prodana u milijun primjeraka, time je Lady Gaga postavila rekord na iTunesu. U SAD-u pjesma je debitirala na prvoj poziciji ljestvice Billboard Hot 100, to je Gagina najbolja debitanksa pozicija na ljestvici. Pjesma je postala tisućita pjesma koja je dospjela na prvo mjesto i devetnaesta koja je debitirala na prvom mjestu u SAD-u. "Born This Way" je osmi uzastopni "top 10" hit Lady Gage. Pjesma je prodana u 448 000 primjeraka što je najveća prodaja u prvom tjednu za ženskog izvođača. Rekord je prije držala Britney Spears s pjesmom "Hold It Against Me". Pjesma se također plasirala na prvoj poziciji ljestvice Hot Digital Songs. Sljedećeg tjedna pjesma je ostala na prvoj poziciji prodavši 509 000 primjeraka u prvom cijelom tjednu nakon objavljivanja, time je postala druga pjesma koja se zadržala na prvoj poziciji i u drugom tjednu. Prva je pjesma bila "This Is the Night" od Claya Aikena.
Pjesma je debitirala na 14. poziciji ljestvice Pop Songs, puštena je 4,602 na radiju u samo tri dana. To je druga najveća debitanska pozicija nakon pjesme "Dreamlover" od Mariah Carey koja je debitirala na 12. poziciji. Sljedećeg tjedna pjesma se plasirala unutar najboljih 10, time je postala osmim izvođačem kojem je to uspjelo. Pjesma se također plasirala na prvoj poziciji kanadske ljestvice singlova Canadian Hot 100.
Dana 20. veljače 2011. godine pjesma je debitirala na prvoj poziciji ljestvic ARIA Singles Top 50, time je pjesma postala njen treći australski broj jedan. U prvom tjednu pjesma je prodana u 35 000 primjeraka time je dobila zlatnu certifikaciju od Australian Recording Industry Association.

## Popis pjesama
Digitalno preuzimanje
1. "Born This Way" - 4:20

## Ljestvice
| Ljestvice (2011.)      | Najviša pozicija |
| ---------------------- | ---------------- |
| Australija             | 1                |
| Austrija               | 2                |
| Belgija (Flandrija)    | 1                |
| Belgija (Valonija)     | 3                |
| Danska                 | 2                |
| Finska                 | 1                |
| Francuska              | 2                |
| Irska                  | 1                |
| Italija                | 2                |
| Kanada                 | 1                |
| Nizozemska             | 1                |
| Norveška               | 1                |
| Novi Zeland            | 1                |
| Njemačka               | 2                |
| SAD Billboard Hot 100  | 1                |
| SAD Pop Songs          | 16               |
| Španjolska             | 1                |
| Švedska                | 1                |
| Ujedinjeno Kraljevstvo | 3                |

| Država     | Certifikacija | Prodaja |
| ---------- | ------------- | ------- |
| Australija | zlatna        | 35.000  |